# Trigonioidea
Trigonioidea é uma superfamília de moluscos bivalves de média dimensão de água salgada com ocorrência em todos os oceanos. Membros desta superfamília ocorrem com frequência no registo fóssil, sendo conhecida a sua presença em depósitos datados desde o Devoniano ao  Holoceno.

## Descrição
A característica de diagnóstico para esta superfamília é a presença de um tipo específico de dentição complexa da concha. Nesta grupo a dentição da charneira (i.e. os dentes da charneira interior que permitem a articulação das duas valvas) é particularmente elaborada, especialmente na família Trigoniidae.

## Sistemática
Apesar de apenas a família Trigoniidae ser considerada extante, o sistema de classificação mais recente (2010) do grupo Bivalvia incluiu as seguintes famílias na superfamília Trigonioidea (os taxa marcados com † são considerados extintos):
- Trigonioidea
  - Trigoniidae Lamarck, 1819
  - †Eoschizodidae Newell & Boyd, 1975 (syn: Curtonotidae)
  - †Groeberellidae Pérez, Reyes, & Danborenea 1995
  - †Myophoriidae Bronn, 1849 (sin: Cytherodontidae, Costatoriidae, Gruenewaldiidae)
  - †Prosogyrotrigoniidae Kobayashi, 1954
  - †Scaphellinidae Newell & Ciriacks, 1962
  - †Schizodidae Newell & Boyd, 1975
  - †Sinodoridae Pojeta & Zhang, 1984